# La Momie sanglante
Pour les articles homonymes, voir La Momie.
Série
Dans les griffes de la momie
(1967)
Pour plus de détails, voir Fiche technique et Distribution.
La Momie sanglante (Blood from the Mummy's Tomb) est un film britannique réalisé par Seth Holt, sorti en 1971.

## Synopsis
Dans l'Égypte antique, la reine Tera (Valerie Leon) se fait couper la main par des prêtres juste avant d'être enfermée dans son sarcophage mortuaire. La main coupée est ensuite jetée aux chacals du désert. Les prêtres en sortant du tombeau se font égorger par la main qui est restée vivante. De nos jours, Margaret Fuchs (dont le rôle est également joué par Valerie Leon) se réveille dans son lit, terrorisée, après avoir vu en cauchemar tout ce qui précède. Elle se confie à son père, le professeur Julian Fuchs. (Andrew Keir) qui -ci lui offre alors une étrange bague dont elle va découvrir les singuliers pouvoirs.

## Fiche technique
- Titre : La Momie sanglante
- Titre original : Blood from the Mummy's Tomb
- Réalisation : Seth Holt
- Scénario : Christopher Wicking, d'après le roman Le Joyau des sept étoiles, de Bram Stoker
- Production : Howard Brandy
- Sociétés de production : EMI Films et Hammer Film Productions
- Musique : Tristram Cary
- Photographie : Arthur Grant
- Montage : Peter Weatherley
- Décors : Scott MacGregor
- Pays d'origine : Royaume-Uni
- Format : Couleurs - 1,85:1 - Mono - 35 mm
- Genre : Horreur
- Durée : 94 minutes
- Date de sortie : 14 octobre 1971 (Royaume-Uni)

## Distribution
- Andrew Keir : le professeur Julian Fuchs
- Valerie Leon : Margaret Fuchs / la Reine Tera
- James Villiers : Corbeck
- Hugh Burden : Geoffrey Dandridge
- George Coulouris : le professeur Berrigan
- Mark Edwards : Tod Browning
- Rosalie Crutchley : Helen Dickerson
- Aubrey Morris : le docteur Putnam
- David Markham : le docteur Burgess
- Joan Young : Mme Caporal
- James Cossins (en) : l'infirmier
- David Jackson : le jeune infirmier
- Jonathan Burn : le compagnon de Dickerson
- Graham James : Arthur
- Tamara Ustinov : Veronica

## Autour du film
- Le tournage a débuté en janvier 1971 et s'est déroulé à Borehamwood.
- Le réalisateur décéda des suites d'une insuffisance cardiaque, une semaine avant la fin du tournage. C'est Michael Carreras qui bouclera le projet, sans être crédité[1].
- Le roman de Bram Stoker, Le Joyau des sept étoiles, fut par la suite réadapté au cinéma en 1980 par Mike Newell avec La Malédiction de la vallée des rois et 1997 par Jeffrey Obrow avec La Légende de la momie.
- Le nom du personnage Tod Browning est un hommage au réalisateur de Londres après minuit (1927), Dracula (1931), La Monstrueuse Parade (1932), La Marque du vampire (1935) ou Les Poupées du diable (1936).
- Au début des années soixante, le cinéaste avait déjà réalisé deux films pour la Hammer : Hurler de peur en 1961 et Confession à un cadavre en 1965.
- Le personnage du professeur Julian Fuchs aurait dû être interprété par Peter Cushing, mais ce dernier quitta la production après le premier jour de tournage, quand il apprit que l'état de sa femme, atteinte d'emphysème, s'était dramatiquement aggravé, pour finalement décéder quelques jours plus tard, le 14 janvier 1971[1].

## DVD (France)
Le film a fait l'objet d'une édition sur le support DVD sur le territoire français :
- Blood from the Mummy's Tomb (DVD-9 Keep case) sorti le 5 mai 2009 édité par Studiocanal et distribué par Universal Pictures Vidéo (France). Le ratio écran est en 1.85:1 au format panoramique 16:9. L'audio est en Français et Anglais 2.0 mono avec présence de sous-titres français. Aucun supplément n'est présent sur le disque. Il s'agit d'une édition Zone 2 Pal[2].